# ソブリン・オブ・ザ・シーズ

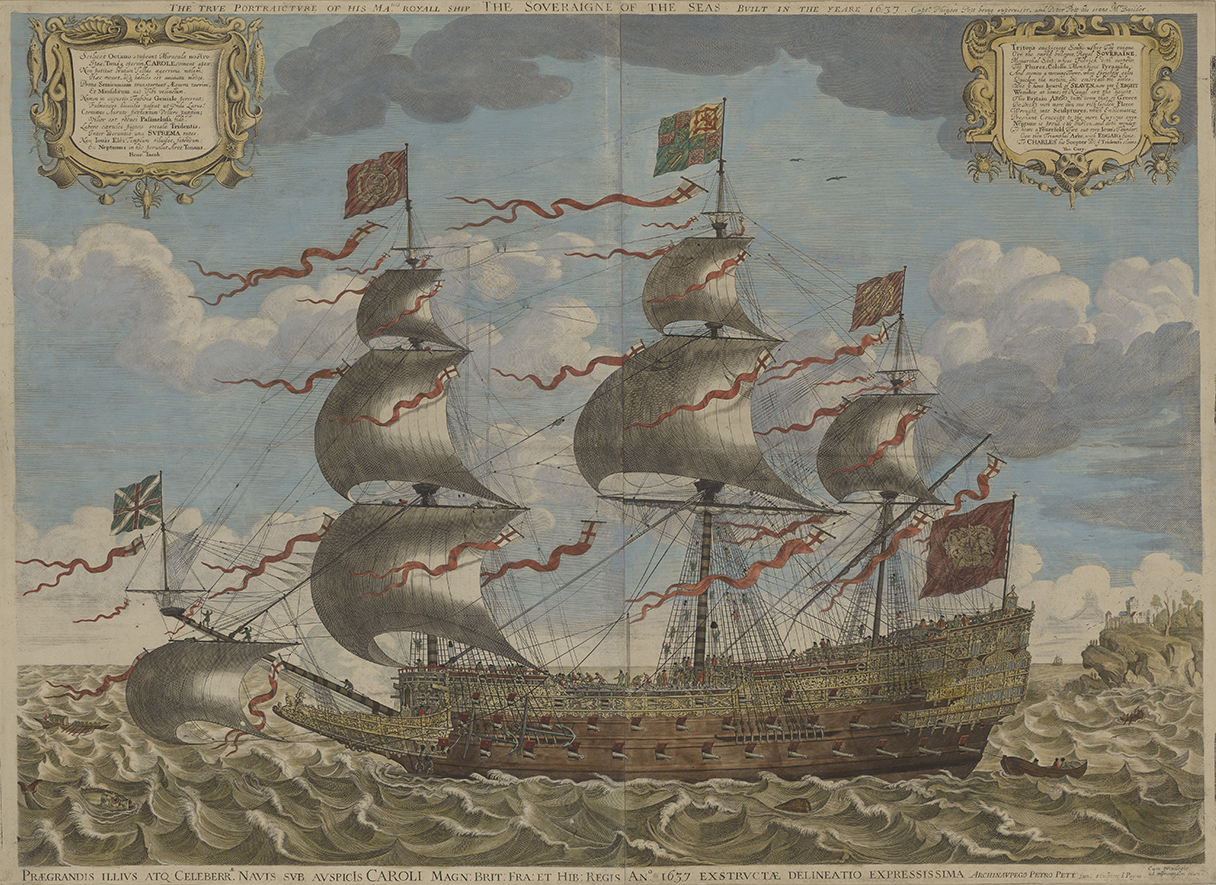
HMS Sovereign of the Seas

ソブリン・オブ・ザ・シーズ（英：HMS Sovereign of the Seas）は、17世紀のイギリスの軍艦。全長110メートル、100門以上の大砲を備えた1等の戦列艦であった。船名は、「海の君主」という意味で、1685年にロイヤル・ソブリンと改称される。

## 概要
この船は、1637年にイギリス王チャールズ1世の命により巨費を投じて建造された。当時としては最も豪華に装飾された軍艦で、金箔を惜しげもなく使い精巧な彫刻が施された。その光り輝く姿はオランダ海軍から「黄金の悪魔」と恐れられた。1697年、倒れた蝋燭が引火して起きた火災により焼け落ちた。